# Atarba (Atarba) brevicornis
Atarba (Atarba) brevicornis is een tweevleugelige uit de familie steltmuggen (Limoniidae). De soort komt voor in het Neotropisch gebied.